# Floyd Rice
(en) Statistiques sur pro-football-reference
Floyd Elliott Rice (né le 31 août 1949 à Natchez et mort le 8 novembre 2011 dans cette même ville) est un joueur américain de football américain.

## Carrière

### Université
Rice étudie à l'université d'État d'Alcorn où il joue pour l'équipe de football américain des Braves.

### Professionnel
Floyd Rice est sélectionné au neuvième tour du draft de la NFL de 1971 par les Oilers de Houston au 212e choix. Rice s'impose au poste de linebacker et reste deux saisons à Houston avant de quitter le club à la moitié de la saison 1973 avant d'intégrer l'équipe des Chargers de San Diego où il intercepte sa première passe.
Lors de la saison suivante, en 1974, il intercepte son plus grand nombre de passe en une saison avec trois interceptions. En 1976, il signe avec les Raiders d'Oakland avec qui il fait deux saisons avant de faire une saison avec les Saints de la Nouvelle-Orléans, qui sera la dernière de sa carrière.

## Statistiques
En huit saisons, Rice aura joué (au minimum), 102 matchs, effectué sept interceptions, provoqué sept fumbles et inscrit deux touchdowns défensifs.